# Київська обласна організація НСПУ
Київська обласна організація Національної спілки письменників України — структурний підрозділ Національної спілки письменників України.

## Історія
27 квітня 2000 року створене Київське обласне творче об'єднання письменників, куди увійшло більш ніж півсотні членів НСПУ. Тоді ж, у Раду Київської організації ввели письменника з Білої Церкви Анатолія Гая в якості заступника голови щодо роботи з письменниками Київщини. 17 червня 2003 року, згідно з постановою Президії НСПУ, в Києві відбулися установчі збори зі створення Київської обласної письменницької організації НСПУ..
У 2004 році розпочато видання літературно-мистецького альманаху «Буква», започатковане щорічне літературне свято «Веселки над Київщиною». Присуджуються літературні премії — обласна ім. Григорія Косинки, білоцерківські міські — ім. Івана Нечуя Левицького, ім. Миколи Сома, ім. Миколи Вінграновського для творчої молоді.
Встановлено пам'ятні знаки письменникам-землякам: Андрію Малишку і Григорію Косинці в м. Обухів; Василю Чухлібу в м. Українка; Костянтину Паустовському та Івану Нечую-Левицькому в м. Біла Церква. Пам'ятні дошки — у Білій Церкві Олесю Гончару та Шолом-Алейхему, бюст Тараса Шевченка в м. Українка, де неодноразово бував Кобзар.

## Голови
| Голова | Голова                   | Голова  | Голова     |
| №      | ПІБ                      | Набуття | Скасування |
| ------ | ------------------------ | ------- | ---------- |
| 1      | Гай Анатолій Іванович    | 2003    | 2021       |
| 2      | Бубир Володимир Петрович | 2021    |            |

## Список членів
| Члени організації | Члени організації                           | Члени організації | Члени організації |
| №                 | ПІБ                                         | Вступ             | Вибуття           |
| ----------------- | ------------------------------------------- | ----------------- | ----------------- |
| 1                 | Бабенко Юрій Йосипович                      | 15.10.2014        |                   |
| 2                 | Баран Валерій Григорович                    | 29.05.2006        | 31.12.2010        |
| 3                 | Бережко-Камінська Юлія Миколаївна           | 03.12.2015        | >Київ             |
| 4                 | Бондаренко Віктор Іванович                  | 08.04.2016        |                   |
| 5                 | Братченко Тетяна Іванівна (Краєвська Таїна) | 2009              |                   |
| 6                 | Брацило Марина Анатоліївна                  | 1997              | 17.06.2013        |
| 7                 | Бубир Володимир Петрович                    | 04.06.2009        |                   |
| 8                 | Володай (Зубкова) Тетяна Володимирівна      | 19.05.2011        |                   |
| 9                 | Гажала Леонід Йосипович                     | 18.10.2018        |                   |
| 10                | Гай Анатолій Іванович                       | 21.10.1986        | 16.04.1921        |
| 11                | Гай Галина Семенівна                        | 27.10.2004        | 28.03.2021        |
| 12                | Гай Юрій Анатолійович                       | 03.12.2015        |                   |
| 13                | Герасименко Микола Купріянович              | 09.12.1997        | 11.12.2009        |
| 14                | Герман Оксана Русланівна                    | 15.02.2012        |                   |
| 15                | Горовий Геннадій Володимирович              | 15.04.2008        |                   |
| 16                | Грабовський Віктор Никанорович              | 28.10.1988        | ????              |
| 17                | Гудима Андрій Дмитрович                     | 07.09.1977        |                   |
| 18                | Демиденко Олександр Степанович              | 04.06.2009        |                   |
| 19                | Дзюба (Іванченко) Леся Петрівна             | 27.04.2004        |                   |
| 20                | Дідківський Володимир Іванович              | 25.01.2000        |                   |
| 21                | Довгоп'ят (Колінченко) Ольга Миколаївна     | 19.06.2001        | >Київ             |
| 22                | Домотенко Юрій Корнійович                   | 03.12.2015        | 07.04.2017        |
| 23                | Донич Іван Костянтинович                    | 2003              | Київ>             |
| 24                | Драндар Олександр Федорович                 | 03.12.2015        |                   |
| 25                | Дробаха Олександр Іванович                  | 1997              | ????              |
| 26                | Дубович Микола Іванович                     | 03.12.2015        |                   |
| 27                | Євтушенко Віктор Арсенійович                | 30.06.2005        |                   |
| 28                | Єрмолаєв Олександр Іванович                 | 29.05.2006        | 20.09.2017        |
| 29                | Захарченко Іван Карпович                    | 19.11.1986        | ????              |
| 30                | Іваненко Григорій Іванович                  | 09.12.1997        |                   |
| 31                | Іванців Володимир Опанасович                | 10.11.1995        | 10.07.2019        |
| 32                | Карасьов Михайло Володимирович              | 23.10.2012        | >Київ             |
| 33                | Кириченко Андрій Степанович                 | 03.03.2017        |                   |
| 34                | Кир'ян Уютнова Надія Володимирівна          | 17.01.1990        |                   |
| 35                | Кокуца Іван Іванович                        | 23.10.2012        |                   |
| 36                | Кононенко Олексій Анатолійович              | 1999              |                   |
| 37                | Кононович Леонід Григорович                 | 21.10.2005        |                   |
| 38                | Корнійчук Володимир Петрович                | 30.09.1997        | ????              |
| 39                | Кравчук Микола Іванович (письменник)        | 15.09.1970        | 20.05.2009        |
| 40                | Кудінова Тетяна Борисівна                   | 03.12.2015        | Київ>             |
| 41                | Куліда Сергій Володимирович                 | 03.03.2017        |                   |
| 42                | Купрієнко В'ячеслав Миколайович             | 29.04.2014        |                   |
| 43                | Кучерук Віктор Анатолійович                 | 31.10.2019        |                   |
| 44                | Лупейко Віктор Юхимович                     | 21.03.1996        | 29.10.2010        |
| 45                | Малєєв Павло Терентійович                   | 17.01.1995        | Київ>             |
| 46                | Матвієнко Олександр Володимирович           | 23.10.2012        |                   |
| 47                | Міняйло Віктор Олександрович                | 1961              | 25.11.2018        |
| 48                | Лаврова-Міцінська Тетяна Вікторівна         | 27.04.2004        |                   |
| 49                | Мокренчук Олена Вікторівна                  | 31.10.2019        |                   |
| 50                | Мордатенко Костянтин Леонідович             | 07.02.2011        | >Житомирська      |
| 51                | Невінчана (Пензарєва) Галина Вікторівна     | 25.09.2012        |                   |
| 52                | Носовська Алла Анатоліївна                  | 31.10.2019        |                   |
| 53                | Опанасенко Ніна Петрівна                    | 19.11.1986        | ????              |
| 54                | Остролуцька Антоніна Михайлівна             | 28.02.2005        |                   |
| 55                | Петриченко Геннадій Васильович              | 29.05.2006        |                   |
| 56                | Петровська Тетяна Василівна                 | 06.06.2000        |                   |
| 57                | Півторацька Ніна Іванівна                   | 17.01.1995        |                   |
| 58                | Плавенчук Олена Павлівна                    | 1999              | Київ>             |
| 59                | Пономаренко Марина Сергіївна                | 2008              |                   |
| 60                | Проценко Володимир Миколайович              | 04.06.2009        |                   |
| 61                | Розвозчик Петро Іларіонович                 | 18.06.1998        |                   |
| 62                | Рубан Василь Федорович                      | 17.01.1990        | 19.11.2017        |
| 63                | Саєнко Сергій Миколайович                   | 06.03.2018        |                   |
| 64                | Самойленко Катерина Петрівна (Meir Катя)    | 03.12.2015        | >Київ             |
| 65                | Сандига Олеся Юріївна                       | 29.05.2006        | ????              |
| 66                | Скорик Михайло Тихонович                    | 06.03.2018        |                   |
| 67                | Стусенко Олександр Григорович               | 11.12.2001        |                   |
| 68                | Тарасюк Галина Тимофіївна                   | 16.03.1977        | >Київ             |
| 69                | Тимченко Сніжана Миколаївна                 | 04.06.2009        |                   |
| 70                | Товстуха Євген Степанович                   | 14.03.1989        | 30.11.2021        |
| 71                | Топчій Алла Дмитрівна                       | 27.05.2002        | >Київ             |
| 72                | Трубай (Карасьов) Василь Володимирович      | 16.01.1997        | >Київ             |
| 73                | Филонич Антоніна Олексіївна                 | 27.10.2004        | >Київ             |
| 74                | Хитенко Галина Петрівна                     | 05.10.2014        | 22.11.2019        |
| 75                | Хмельовський Олександр Сергійович           | 09.12.2002        |                   |
| 76                | Хомич Микола Харитонович                    | 03.12.2015        | >Київ             |
| 77                | Цай (Іорганська) Любов Іванівна             | 18.10.2018        |                   |
| 78                | Царенко (Калініченко) Тетяна Іванівна       | 25.09.2012        |                   |
| 79                | Черняхівський Анатолій Іванович             | 03.12.2015        |                   |
| 80                | Чіпка (Сотник) Ольга Володимирівна          | 08.04.2016        | ????              |
| 81                | Чорноморець Надія Федорівна                 | 06.03.2018        |                   |
| 82                | Шаров Василь Дмитрович                      | 26.03.2003        | 06.2007           |
| 83                | Шарова Тетяна Миколаївна                    | 11.12.1984        | XX.12.2019        |
| 84                | Швежикайте Валентина Олександрівна          | 29.06.2023        |                   |
| 85                | Швень Наталія Іванівна                      | 31.10.2019        |                   |
| 86                | Шевченко Сергій Володимирович               | 07.02.2011        |                   |
| 87                | Юферова Людмила Леонідівна                  | 08.04.2016        |                   |
| 88                | Якубовський Володимир Омелянович            | 29.03.2001        | виключено 2015?   |